# Rödbrun mangust
Rödbrun mangust (Urva smithii syn. Herpestes smithii) är en däggdjursart som beskrevs av Gray 1837. Herpestes smithii ingår i släktet Herpestes och familjen manguster.
Artepitet i det vetenskapliga namnet hedrar den engelska zoologen Charles Hamilton Smith.

## Utseende
Arten når en kroppslängd (huvud och bål) av 39 till 47 cm, en svanslängd av 35,1 till 47 cm och en vikt av ungefär 2,7 kg. Bakfötterna är 8,0 till 8,6 cm långa. Den bruna pälsen har en rödaktig skugga på undersidan. Svansen är hos exemplar som lever på Sri Lanka kortare i jämförelse till bålens längd. Herpestes smithii har mörkbruna händer och fötter. Mellan bakfötternas tår förekommer simhud och fotsulorna är nakna. Arten har i varje käkhalva 3 framtänder, 1 hörntand, 4 premolarer och 2 molarer.

## Utbredning
Denna mangust förekommer i stora delar av Indien samt på Sri Lanka. Arten vistas i låglandet och i upp till 2200 meter höga bergstrakter. Habitatet utgörs av olika slags skogar och buskmarker. Mangustens syns ibland i odlade områden men aldrig nära boplatser.

## Ekologi
Individerna är troligen främst dagaktiva. De jagar fåglar, kräldjur och gnagare. Denna mangust går främst på marken men den har bra förmåga att klättra i träd. När honan inte är brunstig lever de flesta exemplar ensam, men par eller mindre flockar med upp till fem medlemmar förekommer ibland. Inget är känt om fortplantningssättet.

## Status
Denna mangust jagas eller fångas med snara. Troligen har skogsavverkningar negativ påverkan på beståndet. Allmänt är rödbrun mangust inte sällsynt. IUCN kategoriserar arten globalt som livskraftig.

## Underarter
Arten delas in i följande underarter:
- H. s. smithii
- H. s. thysanurus
- H. s. zeylanius, på Sri Lanka[10]